# Боас (Дордоња)
Боас (фр. Boisse) насеље је и општина у југозападној Француској у региону Аквитанија, у департману Дордоња која припада префектури Бержерак.
По подацима из 2011. године у општини је живело 246 становника, а густина насељености је износила 14,84 становника/km². Општина се простире на површини од 16,58 km². Налази се на средњој надморској висини од 176 метара (максималној 206 m, а минималној 84 m).

## Демографија
| 1962. | 1968. | 1975. | 1982. | 1990. | 1999. | 2011. |
| ----- | ----- | ----- | ----- | ----- | ----- | ----- |
| 231   | 266   | 207   | 206   | 196   | 196   | 246   |

График промене броја становника у току последњих година